# Нада (кандзі)
Нада (яп. 灘) — японський ієрогліф кандзі, яким позначають місце неподалік від берега, де швидка течія утворює бурхливі хвилі. Використовують для опису океану. Утворений додаванням ієрогліфу утруднений (яп. 難) до скороченого радикалу вода. Здавна вживають стосовно тих місць де мореплавство утруднене і де будують спеціальні гавані для укриття кораблів під час шторму хінанко (яп. 避難港). Таких місць особливо багато в тій стороні [від Японії] Тихого океану де несе свої води течія Куросіо.
На противагу цьому, на узбережжі Тихого океану, що пролягає на північ від Касіманади (яп. 鹿島灘), такі місця зовсім відсутні. А присутність ієрогліфа нада в тамтешніх географічних назвах ймовірно має глибокий зв'язок з розвитком мореплавства.